# Aleksander Antoni Sapieha

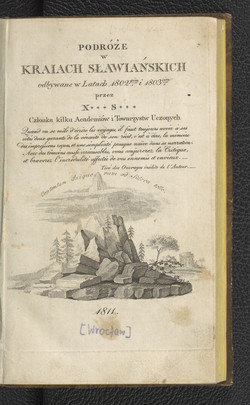
"Podróże w kraiach słowiańskich" - wyd. 1811 r.

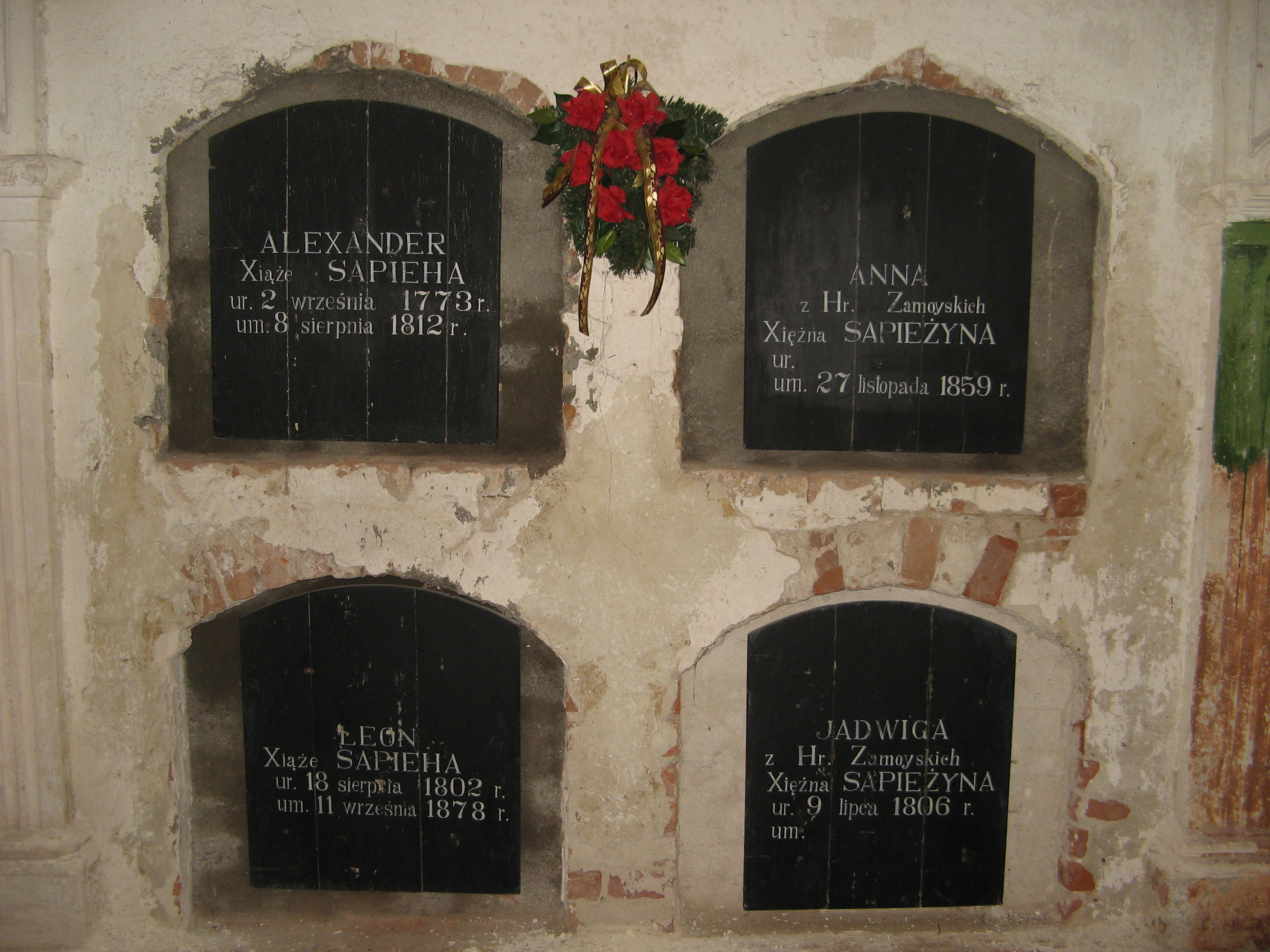
Grobowiec Aleksandra Sapiehy w Krasiczynie.

Książę Aleksander Antoni Sapieha herbu Lis, ps.: „X*** S*** Członek kilku Akademiów i Towarzystw Uczonych” (ur. 3 września 1773 w Strasburgu, zm. 8 września 1812 w Dereczynie nad Zelwą) – Wielki Miecznik Dworu Króla Jegomości w Warszawie w 1811 roku, szambelan i adiutant cesarza Napoleona I, przyrodnik, slawista, etnograf, mecenas, podróżnik i polityk. Jako geolog był zwolennikiem neptunizmu.

## Życiorys
Urodził się w Strasburgu w czasie pobytu rodziców na emigracji spowodowanej konfederacją barską. Ojcem jego był książę Józef Sapieha – pułkownik husarski i krajczy litewski, a matką była ks. Teofila Strzeżysława z Jabłonowskich. Wczesne dzieciństwo spędził we Francji, gdzie przenieśli się jego rodzice po upadku konfederacji barskiej. Od 1777 mieszkał u ciotki, Anny z Sapiehów Jabłonowskiej, głównie w Siemiatyczach i Kocku, gdzie ujawniły się jego zainteresowania naukowe.
W 1794 ożenił się z Anną z Zamoyskich. Latem tegoż roku Sapiehowie i Zamoyscy wraz ze Staszicem wyjechali do Wiednia. Tam też nawiązał kontakty z Józefem Maksymilianem Ossolińskim.
W styczniu 1807 organizował pobyt w Warszawie Napoleona. Szybko znalazł się w jego bliskim otoczeniu, stając się członkiem gwardii honorowej. Brał udział w oblężeniu Gdańska (1807), po czym zimę spędził w Paryżu, w otoczeniu dworskim Napoleona. Twórca siatki agenturalnej na ziemiach zabranych pracującej na rzecz wywiadu francuskiego. W 1812 wszedł do Komisji Rządzącej Tymczasowej Litewskiej, w której objął resort wojskowy.
Po nominacji przez Napoleona nieżyczliwego Litwinom Dirka van Hogendorpa na stanowisko w Komisji Rządzącej Sapieha podał się do dymisji. Schorowany i przemęczony intensywną pracą oraz konfliktami opuścił Wilno, udając się do ulubionych Wisznic. Podczas podróży na podwórzu karczmy w Dereczynie zaatakował go i ugryzł w nogę knur. Zakażenie i gangrena połączone z wcześniejszą chorobą i ogólnym osłabieniem były przyczyną śmierci księcia. Zmarł 8 września 1812 w majątku krewnego, Franciszka Sapiehy w Dereczynie nad Zelwą.

## Twórczość
W 1792 poznał Stanisława Staszica, z którym łączyły go zainteresowania geologią wschodniej części Polski. W kolejnych latach odbył wycieczki badawcze na tereny zamieszkane przez Słowian na Półwyspie Bałkańskim. W latach 1797–1802 mieszkał przeważnie w kraju, zajmując się mineralogią.
W 1800 Aleksander Antoni, zarekomendowany przez Stanisława Staszica został członkiem warszawskiego Towarzystwa Przyjaciół Nauk. W latach 1801–1802 publikował prace z zakresu chemii. W latach 1802–1803 odbył swoje wielkie podróże bałkańskie, z których powstała publikacja Podróże w krajach słowiańskich odbywane w latach 1802 i 1803 przez X*** S*** (Wrocław, 1811). Po krótkiej przerwie na pobyt we Francji, gdzie wygłosił kilka odczytów, wrócił na Bałkany, gdzie przebywał z przerwami do 1806. Cały czas był śledzony przez policję austriacką i francuską, doszukującą się w jego działaniach znamion politycznych. Po powrocie do kraju zdał sprawę z wypraw bałkańskich Towarzystwu Przyjaciół Nauk. W latach 1808–1809 prowadził badania we Francji, następnie w kraju pod pozorem badań rozpoznawał nastroje w zaborze rosyjskim przesyłając Napoleonowi odpowiednie raporty.
Poza TPN był członkiem towarzystw naukowych w Erfurcie, Turynie i Lyonie. Był mecenasem TPN, darowując Towarzystwu 4500 woluminów.

### Ważniejsze utwory
1. Tablice stosunku nowych miar i wag francuskich z litewskimi i polskimi miarami i wagami, podane Zgromadzeniu Przyjaciół Nauk, „Rocznik Towarzystwa Warszawskiego Przyjaciół Nauk” t. 1 (1802)[5] i osobno Warszawa 1802; przekł. francuski: Tables de réduction des nouveaux poids et mesures de France, en poids et mesures de Varsovie et de Lithuanie..., Warszawa 1802
2. Lettre sur les bords de l’Adriatique, adressée à Mr. Gilibert, docteur en médecine..., powst. około roku 1805, Paryż 1808[6]
3. Podróże w krajach słowiańskich odbywane w latach 1802 i 1803, powst. około roku 1805, referowane 6 grudnia 1806 na zebraniu Towarzystwa Przyjaciół Nauk (Wrocław) 1811[7]; wyd. następne: wyd. K.J. Turowski, Sanok 1856 „Biblioteka Polska” nr 35-37[8]; fragmenty przedr. S. Krzemiński, „Sto lat myśli polskiej” t. 1 (1906); data podróży na karcie tytułowej fikcyjna, faktycznie Sapieha odbył ją w latach 1804–1805; wersja pierwotna napisana po francusku, przed wydaniem spolszczona i zmodyfikowana; przekł. włoski fragmentów: ogł. G. Maver w: A. Sapieha e il suo Viaggio nelle terre slave, „Munera litteraria. Księga ku czci prof. R. Pollaka”, Poznań 1962; przedr. „Ricerche Slavistische” 1965
4. Mowa nad zwłokami podpułkownika Parysa poległego pod Weichselmünde (Wisłoujściem) d. 15 maja 1807, a pochowanego w Wonnebergu (Ujejścisku) d. 17 maja w zbiorze: Krótki zbiór wierszy, pieśni, mów..., Warszawa 1809.

Artykuły swe ogłaszał także w „Nowym Pamiętniku Warszawskim” (1802 t. 5, 8). K.W. Wójcicki, a za nim S. Krzemiński przypisywali mu błędnie autorstwo paszkwilu antykrólewskiego Na karuzel 1788 roku (Sto tysięcy na pomnik...).

### Listy
1. List z roku 1802, rękopis: Biblioteka Jagiellońska, sygn. 6130 IV
2. Do A. Horodyskiego w zbiorze z lat 1804–1816, rękopis: Biblioteka PAN Kraków, sygn. 163
3. Korespondencja, rękopis: Biblioteka Czartoryskich, sygn. 3763; fragm. listu od E. P. L. Bignona z 12 czerwca 1811 ogł. M. Handelsman: Instrukcje i depesze rezydentów francuskich w Warszawie 1807-1813 t. 1, Kraków 1914, s. 349–350
4. Do Towarzystwa Przyjaciół Nauk z roku 1812, ogł. A. Kraushar w: Towarzystwo Warszawskie Przyjaciół Nauk t. 3, Kraków 1902.

## Życie prywatne
Był synem Józefa Sapiehy i Teofili z Jabłonowskich. Był ojcem Anny, żony ks. Adama Jerzego Czartoryskiego i Leona oraz pradziadem kard. Adama Stefana Sapiehy.

## Odznaczenia
Odznaczony przez Napoleona Złotym Orłem Legii Honorowej.